# The Cones
The Cones (von englisch cone ‚Kegel, Zapfen‘) sind zwei rund 60 m hohe Hügel an der Ingrid-Christensen-Küste des ostantarktischen Prinzessin-Elisabeth-Lands. In den Vestfoldbergen ragen sie am Südufer des Krok Lake auf.
Australische Wissenschaftler gaben ihnen ihren deskriptiven Namen.